# Acrobasis betulivorella
Acrobasis betulivorella is een vlinder van de familie van de snuitmotten (Pyralidae). De wetenschappelijke naam van deze soort is voor het eerst voorgesteld door Herbert Henry Neunzig in een publicatie uit 1975.
De soort komt voor in de Verenigde Staten.